# Jean-Christian Fraiscinet
Jean-Christian Fraiscinet, né le 14 mai 1965 à Valençay, dans l'Indre, est un humoriste et acteur français. Il forme avec Vincent Dubois le duo comique Les Bodin's.

## Biographie
Enfant, Jean-Christian Fraiscinet participe aux sons et lumières de son village puis après quelques études en faculté de médecine, il intègre le conservatoire d’art dramatique de Tours, dans la classe de Jean Juillard, et en sort deux ans plus tard avec la médaille d’or,.
En sortant du conservatoire, il écrit avec son ami Hervé Devolder sa première comédie, ZAP, puis ils fondent leur propre compagnie avec laquelle ils dirigent le Théâtre Beaumarchais à Amboise et produisent une quinzaine de spectacles dont trois créations (ZAP, Hôtel des voyageurs et Mona).
En 1994, il rencontre l'humoriste Vincent Dubois. Ensemble ils créent le duo Les Bodin's dans lequel Vincent reprend le personnage de Maria qu'il avait créé en 1988, une vieille dame despotique de 87 ans et Jean-Christian crée le personnage de Christian son fils célibataire.
Jean-Christian Fraiscinet est également le directeur artistique de la Ferme-Théâtre de Bellevue de Villentrois-Faverolles-en-Berry et de la compagnie Caméléon Production,.
Il partage sa vie avec Barbara Grassi, également comédienne, depuis quelques années. 

## Théâtre
- 1995 :  Les Bodin’s en duo
- 1999 - 2000 : Les Bodin's (Au Mélo d'Amélie puis à la Comédie Caumartin) (2ème version de Mère & Fils), mise en scène Marie-Pascale Osterrieth
- 2000 : L’Inauguration de la salle des fêtes
- 2002 - 2004 : Les Bodin's : Mère & fils, mise en scène Marie-Pascale Osterrieth
- 2004 : En attendant le sous-préfet
- Depuis 2005 : Les Bodin’s : Grandeur nature (Évènement estival annuel)
- 2006 - 2010 : Les Bodin's : Bienvenue à la capitale
- 2011 - 2014 : Les Bodin's : Retour au pays produit par Claude Cyndecki (Cheyenne Productions)
- 2015-2023 : Grandeur nature La Tournée produit par Claude Cyndecki (Cheyenne Productions)[7]
- Depuis 2022 : La Fine Équipe, de et mise en scène de Jean-Christian Fraiscinet, Ferme-théâtre de Bellevue de Villentrois - Faverolles-en-Berry[8]

## Filmographie

### Cinéma
- 2001 : J'ai faim !!! de Florence Quentin
- 2005 : Olé ! de Florence Quentin
- 2005 : Le Démon de midi de Marie-Pascale Osterrieth
- 2008 : Mariage chez les Bodin's d'Éric Le Roch
- 2010 : Amélie au pays des Bodin's d'Éric Le Roch
- 2021 : Les Bodin's en Thaïlande de Frédéric Forestier
- 2025 : Les Bodin's partent en vrille de Frédéric Forestier

### Télévision
- 2008 : Chez Maupassant, épisode L'ami Joseph
- 2011 : Chez Maupassant, épisode Le Vieux
- 2012 : Les affaires sont les affaires, téléfilm de Philippe Bérenger
- 2013 : Les Vieux Calibres, téléfilm de Marcel Bluwal et Serge De Closets
- 2013 : Le Bal des secrets, épisodes 1 et 2
- 2020 : Les Bodin's sont confinés, sur M6
- 2024 : Les Bodin's enquêtent en Corse de Thierry Binisti

### Scénariste
- 2008 : Mariage chez les Bodin's d'Éric Le Roch, coécrit avec Vincent Dubois
- 2010 : Amélie au pays des Bodin's de Éric Le Roch, coécrit avec Vincent Dubois
- 2021 : Les Bodin's en Thaïlande de Frédéric Forestier, coécrit avec Vincent Dubois et Frédéric Forestier
- 2024 : Les Bodin's enquêtent en Corse de Thierry Binisti
- 2025 : Les Bodin's partent en vrille de Frédéric Forestier, coécrit avec Vincent Dubois et Frédéric Forestier